# Giovanni Filippo Gallarati Scotti
Giovanni Filippo Gallarati Scotti (Milão, 25 de fevereiro de 1747 - Orvieto, 6 de outubro de 1819) foi um cardeal italiano.

## Biografia
Nasceu em Milão em 25 de fevereiro de 1747. De uma das principais famílias do patriciado milanês. Filho de Giovanni Battista Gallarati Scotti (1720-1777), conde de Colturano (1730) e Maria Teresa Spinola (1721-1794), princesa de Molfetta. Ele também está listado como Scotti Gallarati; como Gallerati Scotti; e como Filippo Scotti.
Estudou na Universidade de Pavia, onde se doutorou in utroque iure , direito canónico e civil em 1773); e no Collegio de Milão, obtendo também o doutorado in utroque iure , direito canônico e civil, em 1773. Recebeu as insígnias do caráter clerical, em 11 de setembro de 1754.
Vice-legado na Romagna, de 17 de fevereiro de 1770 até abril de 1776. Referendário dos Tribunais da Assinatura Apostólica de Justiça e da Graça, de 6 de fevereiro de 1769. Relator da SC dos Assuntos Eclesiásticos e da Sagrada Consulta . Inquisidor geral em Malta, 1785.
Ordenado em 12 de agosto de 1792.
Eleito arcebispo titular de Side em 24 de setembro de 1792. Consagrada em 17 de março de 1793, igreja de S. Carlo al Corso, Roma, pelo cardeal Luigi Valenti Gonzaga, prefeito do Economata da SC de Propaganda Fide, assistido por Carlo Crivelli, arcebispo titular de Patras, prefeito dos arquivos do Vaticano, e por Antonio Felice Zondadari, arcebispo titular de Adana, núncio na Bélgica. Núncio na Toscana, de 23 de agosto de 1793 a 3 de outubro de 1795. Núncio em Veneza, de 18 de agosto de 1795 a 1797. Prefeito dos cubículos de Sua Santidade, 19 de agosto de 1800.
Criado cardeal sacerdote no consistório de 23 de fevereiro de 1801; recebeu chapéu vermelho, 26 de fevereiro de 1801; e o título de S. Alessio, 20 de julho de 1801. Camerlengo do Sagrado Colégio dos Cardeais, 1805 a 1806. Recusou-se a comparecer ao casamento do imperador imperador Napoleão I Bonaparte e da imperatriz Marie-Louise e foi exilado em Sédan, Carleville e Toulon. Optou pelo título de S. Prassede, 26 de setembro de 1814. Arcipreste da patriarcal basílica liberiana, 1814. Prefeito da Economia da SC de Propaganda Fide, 1817. Optou pelo título de Lorenzo in Lucina, mantendo em commendam o título de S. Prassede, 21 de dezembro de 1818. Cardeal protoprete
Morreu em Orvieto em 6 de outubro de 1819, na casa de campo da família Gaultieri, perto de Orvieto. Exposto na catedral de Orvieto; transferido para Roma e enterrado na igreja de Ss. Ambrogio e Carlo al Corso